# Die Mumie schlägt zurück
Die Mumie schlägt zurück (Originaltitel The Mummy Theme Park) ist eine italienischer Horror-Abenteuerfilm aus dem Jahr 2000 von Al Passeri, der gemeinsam mit Antony Pedicin das Drehbuch verfasste und gemeinsam mit Dane Allan Smith als Produzent fungierte.

## Handlung
Nekhebet ist eine Nachfahrin von Kleopatra. Sie wurde nach der altägyptischen Göttin Nechbet benannt und ist gewillt, die antike Kultur, Religion und monarchische Herrschaft des alten Ägyptens in der heutigen Zeit wiederzubeleben. Daher betet sie zu den Göttern Osiris und Re, löst dabei allerdings ein Erdbeben aus, das einen tiefen Spalt in der ägyptischen Wüste öffnet. In der nun zugänglichen Katakombe wird ein Grab eines Pharaos entdeckt, der einst über Ober- und Unterägypten herrschte. Der Scheich El Sahid befiehlt die Öffnung des Grabes, trotz der Warnung des Professors für Ägyptologie Mason, der Hieroglyphen liest, die vor einem uralten Fluch warnen, der ausgelöst wird, wenn das Grab geöffnet wird.
El Sahid lässt auf dem Gelände der Grabstätte einen unterirdischen Vergnügungspark, den sogenannten Mumien-Themenpark, bauen. Er lädt den US-amerikanischen Fotografen Daniel Flynn und dessen Assistentin Julie ein, den Park zu fotografieren und Werbung zu machen. Daniel und Julie erreichen nach einem langen Flug den Palast des Scheichs. Nekhebet, die für El Sahid arbeitet und in die er verliebt ist, zeigt ihnen ihre Zimmer. Als sie erfährt, dass Julie keine Ahnung über das alte Ägypten hat, wird sie wütend und bittet Osiris um Macht, um sich an Julie und Daniel rächen zu können.
Am nächsten Tag folgt der erste Besuch im Themenpark, wo die beiden Fotografen sehen, wie altägyptische Mumien mit animatronischen Teilen und Mikrochips ausgestattet werden, die es dem Parkpersonal ermöglichen, die Mumien von einem Überwachungsraum aus zu steuern. Einer der Wachmänner von El Sahid will erfahren haben, dass Nekhebet vorhat, den Park zu sabotieren. Sie bekommt es mit, betet zu Osiris und der Wachmann verwandelt sich in eine Schlange. Daniel, in dessen Hotelfenster am Tag zuvor eine Papyrusrolle geworfen wurde, bringt diese zu Professor Mason. Dieser übersetzt die Hieroglyphen darauf und findet heraus, dass der Themenpark die Pharaonen beleidigt. Währenddessen aktiviert Nekhebet eine Mumie, die mit einem Schwert bewaffnet ist. Diese läuft Amok und tötet mehrere Wachmänner. Kurz danach verschwindet sie in einem Portal. Daniel und Julie sind in der Zwischenzeit auf einer Fahrt im Park, als durch ihr Blitzlichtgewitter ein Mikrochip im Kopf einer Pharaonenmumie eine Fehlfunktion erleidet und dadurch der Pharao Daniel und Julie verfolgt.
Als der Pharao beide schließlich in die Enge getrieben hat, wird er von den Brüsten Julies abgelenkt und Daniel überschüttet ihn mit einer Säure. Dadurch löst sich dieser auf. Allerdings bleibt ein Skelett übrig, dass mit der Verfolgung fortfährt. Schließlich können sie es mit eiem großen Stein vernichten. Einige Wachen kommen am Tatort an und geleiten die beiden zum Scheich. Dieser entschuldigt sich bei den beiden für die Vorkommnisse. Am nächsten Tag inszeniert El Sahid ein Fotoshooting mit sich selbst, der Pharaonenmumie und Professor Mason. Dies bekommt Nekhebet mit, die sofort ihre ägyptischen Götter anbetet, um den Riss wieder zu verschließen. Durch das Beben erwachen mehrere Mumien zum Leben und töten die Wachmänner des Scheichs sowie Professor Mason.
Julie hackt sich mit ihrem Laptop in das Computersystem des Parks und flieht mit Daniel in einem der Züge des Parks. El Sahid wird bei lebendigem Leibe in Mumientücher gehüllt. Daniel gibt zu, dass er Mitgefühl für Nekhebets Ansichten hat und ebenfalls der Meinung ist, der Park beleidige das Andenken der Pharaonen. Wieder an der Oberfläche küssen sich Daniel und Julie, während Nekhebet mit einem Pharao kuschelt.

## Hintergrund

### Produktion
Adam O’Neil, der die männliche Hauptrolle des Daniel Flynn verkörpert, ist hier in seiner einzigen Filmrolle zu sehen. Seine Schauspielkolleginnen Holly Laningham und Helen Preest, die größere Rollen verkörpern, waren davor oder danach nur sporadisch als Filmschauspielerinnen im Einsatz.

### Veröffentlichung
Der Film erschien 2000 in Italien. Am 12. Dezember 2001 erschien er im deutschsprachigen Filmverleih. Die DVD enthält 30 Minuten Bonusmaterial, bestehend aus Trailern und Teasern zum Film, einer Slideshow und vielen Texttafeln.

## Rezeption
Im Popcornmeter, der Zuschauerwertung auf Rotten Tomatoes, hat der Film aufgrund zu weniger Abstimmungen keine Wertung. In der Internet Movie Database hat der Film bei über 3000 Stimmabgaben eine Wertung von 3,6 von 10,0 möglichen Sternen (Stand: Juli 2025).